# Experiment (boek)
Experiment (oorspronkelijke Engelse titel: Mindbend) is een boek geschreven door de Amerikaanse schrijver Robin Cook.

## Verhaal
Het verhaal begint wanneer Adam, student medicijnen, gaat werken als vertegenwoordiger bij Arolen Pharmaceuticals. Hier doet hij een aantal vreemde ontdekkingen die te gek voor woorden zijn. Langzaam maar zeker komt hij achter de verborgen, weerzinwekkende praktijken van Arolen.